# Church of St Michael and All Angels (Haworth)

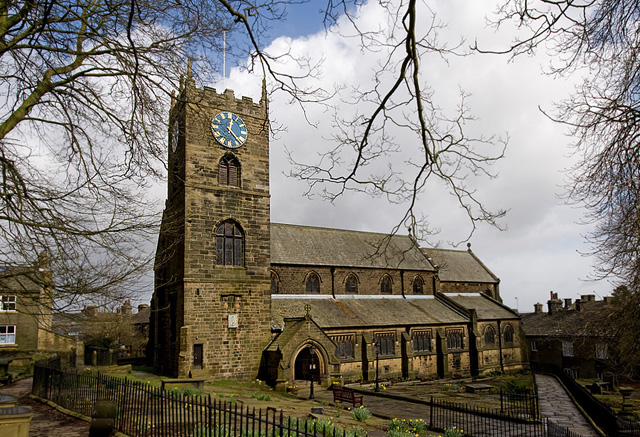
St Michael and All Angel’s Church, Haworth

Die Church of St Michael and All Angels (englisch für „Kirche des Heiligen Michael und aller Engel“) ist eine anglikanische Pfarrkirche in Haworth in West Yorkshire in Großbritannien. An der Kirche war Patrick Brontë über 40 Jahre als Geistlicher tätig, im benachbarten Pfarrhaus haben die Geschwister Brontë gelebt. Das Bauwerk ist als Kulturdenkmal der Kategorie Grade II* eingestuft.

## Geschichte

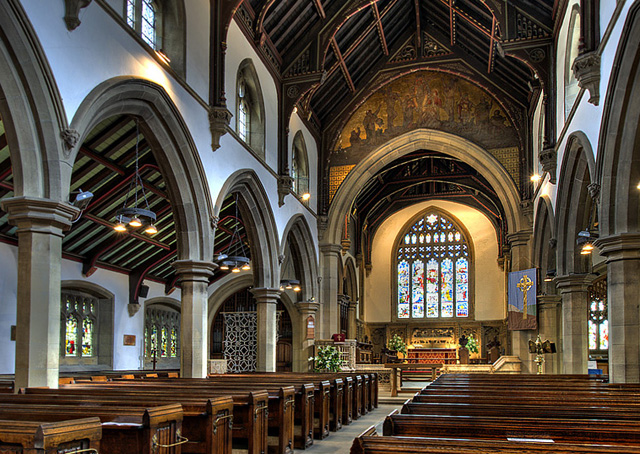
Innenansicht

Die unter dem Patrozinium des Erzengels Michael und aller Engel stehende Kirche geht auf einen älteren Vorgängerbau zurück, von dem die Untergeschosse des Westturms erhalten sind. Der gotische Turm ist spätmittelalterlichen Ursprungs, möglicherweise aber auch erst im 16. Jahrhundert erbaut worden. Die oberen Geschosse und die Bekrönung entstanden im 18. Jahrhundert.
In der zweiten Hälfte des 19. Jahrhunderts entstanden kontrovers diskutierte Pläne, die alte, baufällige Kirche durch einen Neubau zu ersetzen bzw. so umzubauen, dass es einem Neubau gleichkam. Dies war umstritten, da zu dieser Zeit die Kirche und die Begräbnisse der Familie Brontë bereits rege Besucherströme anzogen. Trotz der Widerstände wurden schließlich zwischen 1879 und 1881 die Arbeiten nach Plänen von T. H. and F. Healey ausgeführt. Ergebnis der Baumaßnahmen war ein repräsentatives Bauwerk im Stil der Gotik um 1400 als dreischiffige Kirche mit einem sechsjochigen Langhaus und einem Chorraum mit südlicher Seitenkapelle. Der alte Turm ist dem Gotteshaus nicht im Westen vorgesetzt, sondern befindet sich in der Südwestecke des Kirchenschiffs.